# Баронът
„Баронът“ е български игрален филм (комедия) от 1917 година, по сценарий и режисура на Кеворк Куюмджиян. Оператор е Кеворк Куюмджиян.
Смята се, че е третият поред български филм след комедията „Българан е галант“ и мелодрамата „Богдан Стимов“. Среща се и под алтернативното заглавие „Баронът и съвременната милионерка“.
Филмът е сниман в София, по всяка вероятност от 1914 до 1916 година. Първата му прожекция е на 3 март 1917 година в кино „Одеон“.
Не е запазено копие от филма, а единственото известно от пресата съобщение за него дава информация, че: „Баронът“ е комедия, чийто сюжет е взет от столичния живот. Сведенията за филма са почерпени от две места:
- дописка във вестник „Заря“, бр. 984 от 5 март 1917 г.
- статията „Българският кинотеатър и филм – от платнената барака Гранд Биоскоп до днешните театрални сгради. Раждането на първия български филм“, Стефан Гендов, в. „Народен театър“, бр. 126-127, 29 юли 1943, стр. 1.

## Състав
- Мара Миятева-Липина – Милионерката
- Александър Краев – Баронът
- Светослав Казанджиев – Любовникът
- Ветка Георгиева
- Златан Пържев – Комикът